# کوفو (یاماناشی)

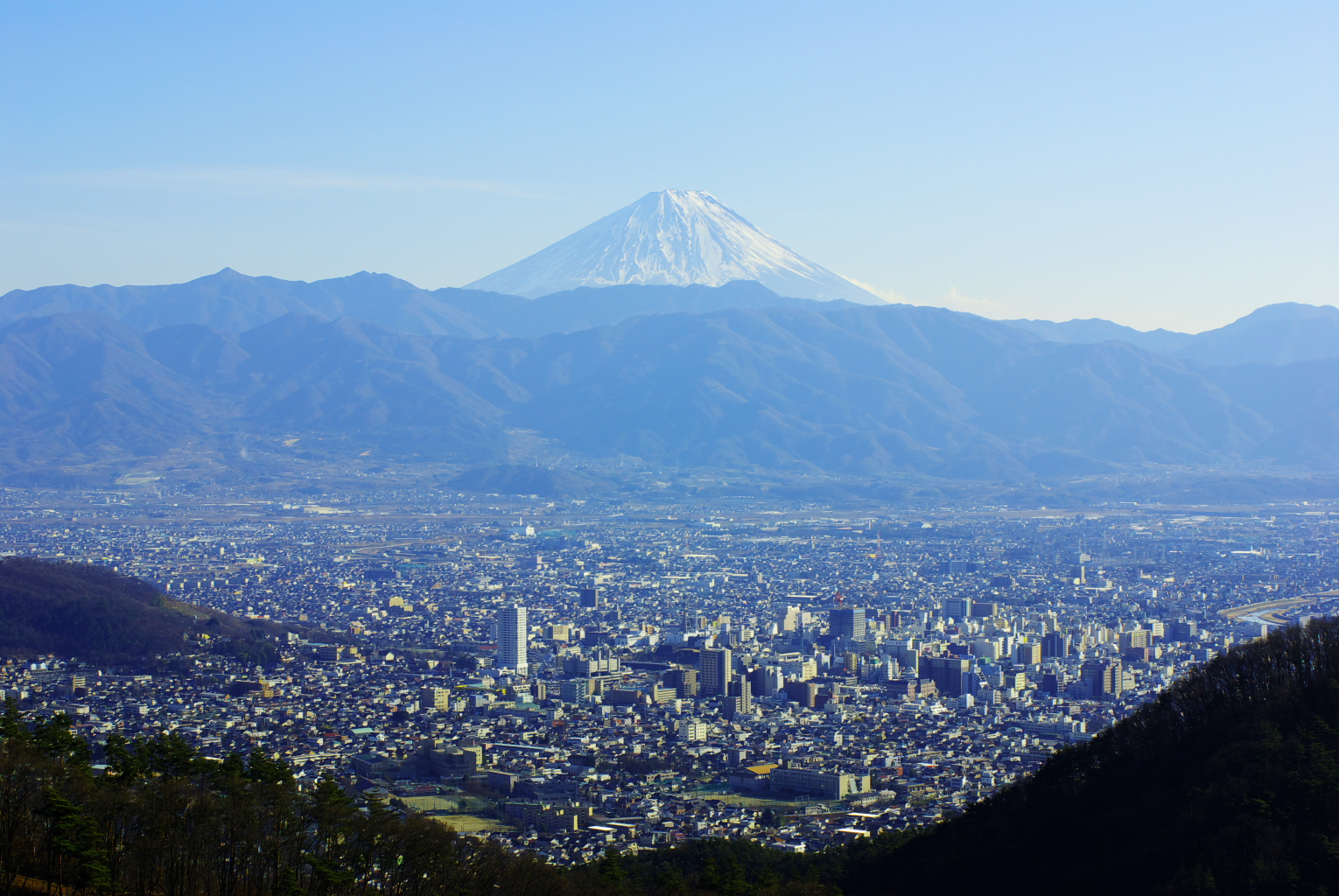
نمایی از شهر کوفو در ژاپن.

کوفو شهری است در کشور ژاپن. این شهر مرکز استان یاماناشی است و در جزیره هونشو قرار گرفته‌است.
جمعیت این شهر در سال ۲۰۰۶ میلادی برابر ۲۰۱۰۰۰ نفر برآورد شده‌است.